# Satyrium odorum
Satyrium odorum là một loài phong lan đặc hữu của tây nam tỉnh Cape.

## Hình ảnh

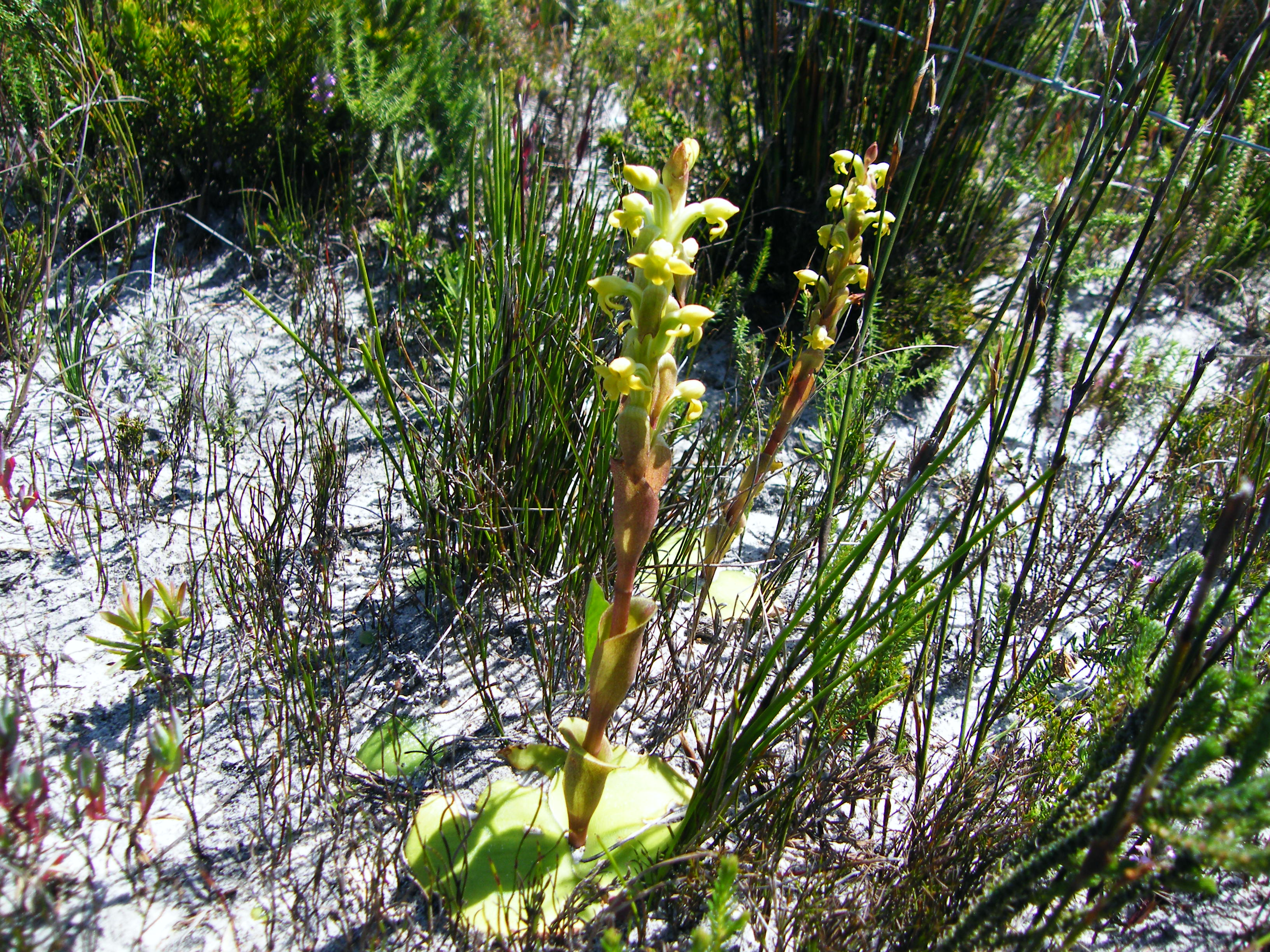
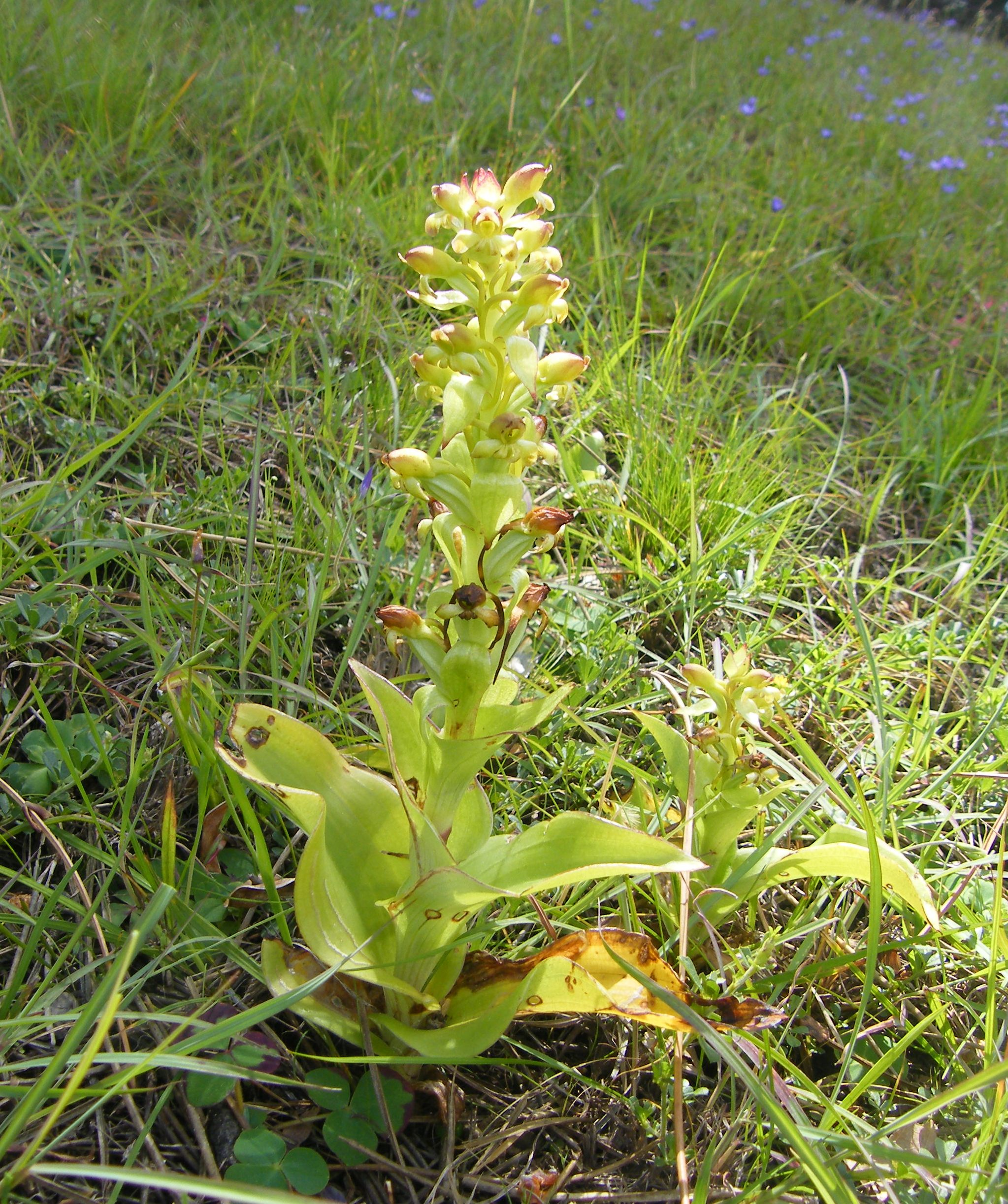
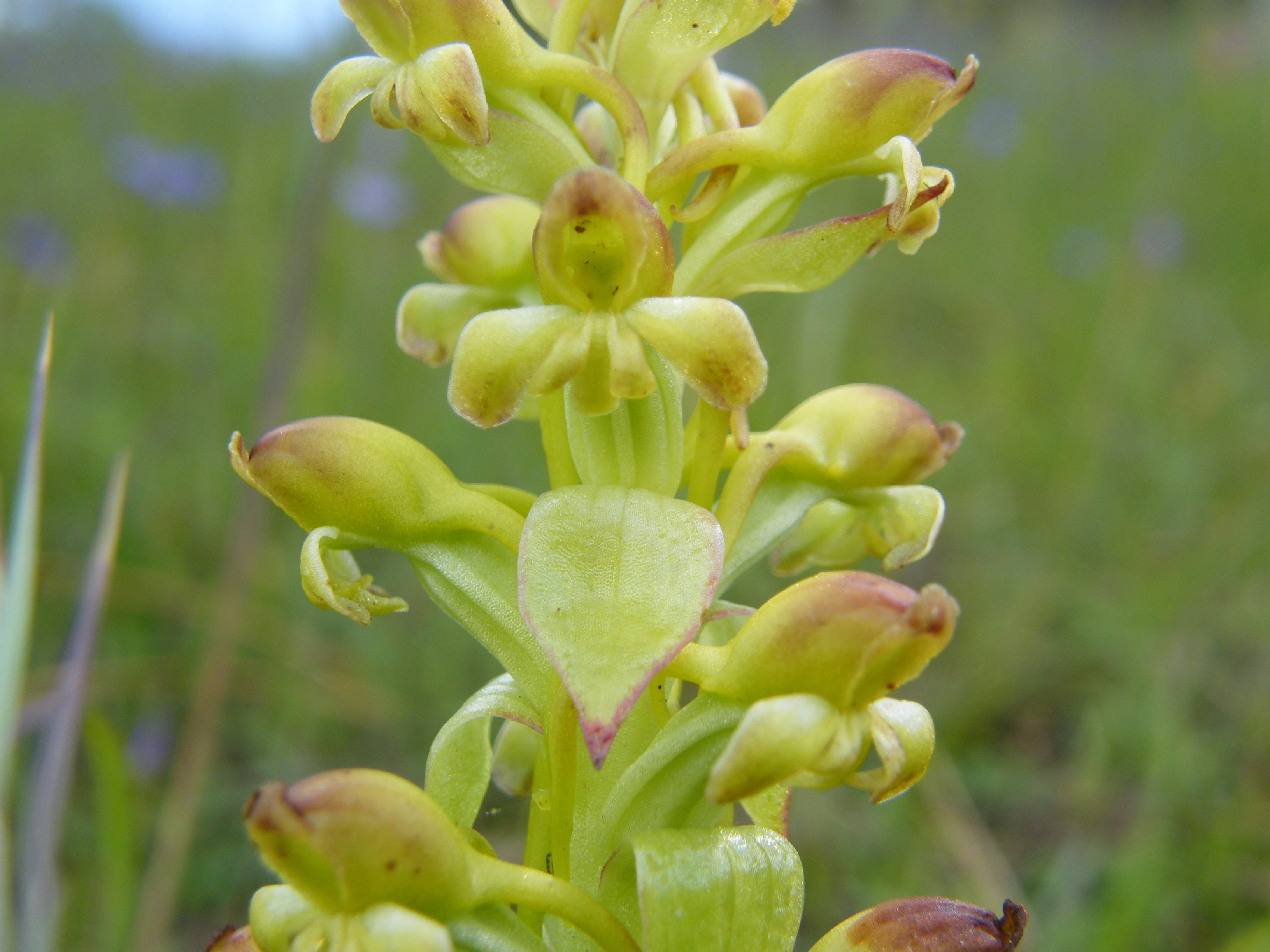
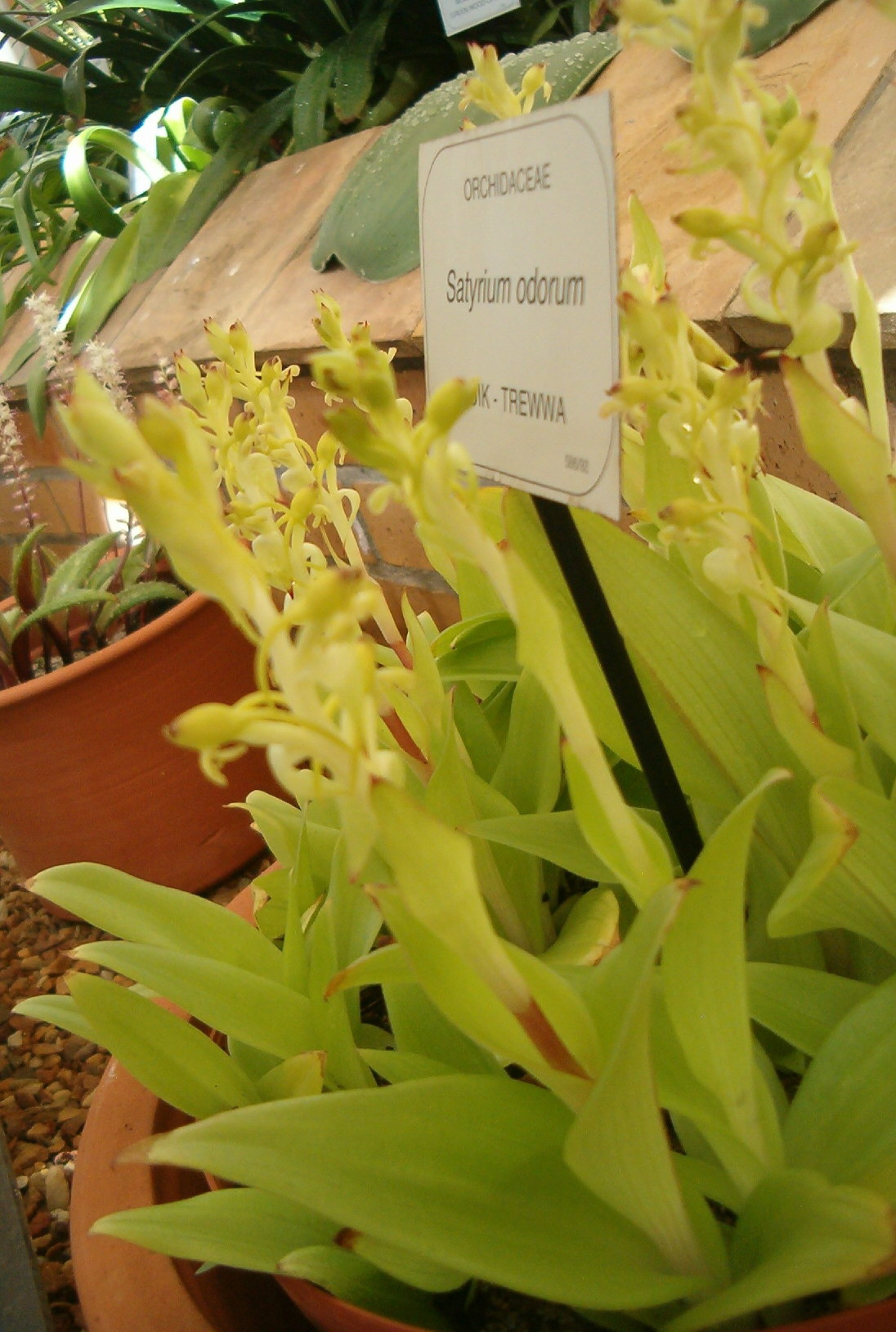